# Koemtor

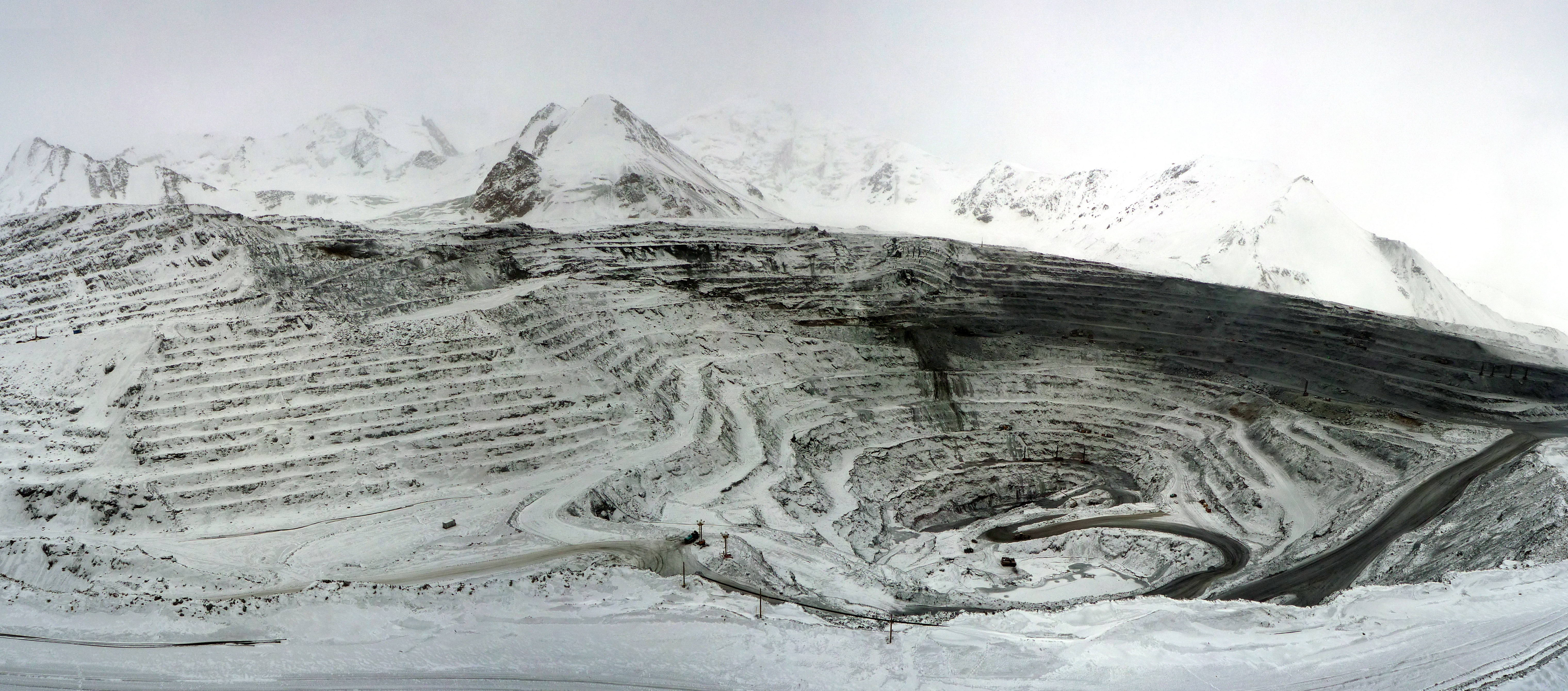
De Koemtormijn

Koemtor is het op zeven na grootste goudveld ter wereld. De mijn ligt in de oblast  Ysykköl in het oosten van Kirgizië.

## Ligging en economie
Het ligt op 4200 meter hoogte in de bergketen van Tiensjan. De mijn ligt op zo'n 350 kilometer ten zuidoosten van de hoofdstad Bisjkek en 60 kilometer ten noorden van de grens met de Volksrepubliek China. De streek is dunbevolkt.
De Koemtormijn is het grootste investeringsproject van het Centraal-Aziatische land. Tussen 1997 en 2019 werd in totaal 12,6 miljoen ounces (dit is 292 ton) aan goud gewonnen waarvan 600.000 ounces in 2019 alleen. Het goud vertegenwoordigt een waarde van zo’n 10% van het bruto binnenlands product en een derde van de totale exportopbrengsten van het land.
In de onderstaande tabel enkele financiële en operationele gegevens van de Koemtormijn.
| Jaar | Omzet (×US$ miljoen) | EBIT (×US$ miljoen) | Goudproductie (×1000 ounce) | Gerealiseerde goudprijs (×US$/ounce) |
| ---- | -------------------- | ------------------- | --------------------------- | ------------------------------------ |
| 1997 | ~156                 |                     | 502                         | 311                                  |
| 2000 | ~210                 |                     | 670                         | 314                                  |
| 2005 | 213,8                |                     | 500                         | 429                                  |
| 2010 | 704,3                |                     | 568                         | 1239                                 |
| 2015 | 604,5                |                     | 521                         | 1161                                 |
| 2016 | 686,4                |                     | 551                         | 1256                                 |
| 2017 | 685,2                |                     | 536                         | 1245                                 |
| 2018 | 660,1                | 296,4               | 535                         | 1244                                 |
| 2019 | 827,5                | 408,5               | 600                         | 1379                                 |
| 2020 | 981,6                | 394,4               | 556                         | 1725                                 |

## Geschiedenis
Het goud werd aangetoond in het Sovjettijdperk als onderdeel van een geofysische expeditie in 1978. In 1989 publiceerde het ministerie van Geologie van de USSR een rapport. De conclusie was dat het goud niet economisch winbaar was. Met de onafhankelijkheid van Kirgizië in 1991 werd een nieuw onderzoek gestart. Een jaar later sloten de Kirgizische regering en het Canadese mijnbedrijf Centerra Gold een overeenkomst om het Koemtor goudproject op te starten met het doel de commerciële goudwinning. De mijn werd in 1996 geopend en de commerciële goudwinning startte in 1997.
In 2004 werden de eigendomsverhoudingen gewijzigd. Het  Kirgizische staatsbedrijf Kyrgyzaltynen kreeg ongeveer een derde van de aandelen Centerra Gold in handen. In 2005 werd geschat dat de mijn tot 2013 operationeel zou zijn, maar dit werd in 2012 verlengd tot 2023. Onder president Almazbek Atambajev (r. 2011-2017) namen de conflicten tussen beide partijen toe, en werd volledige nationalisatie van de mijn een belangrijk thema.
Hoewel de uitbating van de mijn niet onomstreden is, draagt de mijn heel wat bij tot de Kirgizische begroting en worden er investeringen gedaan in lokale gemeenschappen. Hoewel slechts minder dan 400 mensen in de mijnsite werken zijn er bijna 3000 mensen voltijds te werk gesteld voor het uitbaten van de mijn.
Sinds begin 2021 is onder het bewind van president Sadyr Zjaparov de politieke druk op de mijn sterk toegenomen. Hij is al lange tijd voorstander van een nationalisatie van de goudmijn. De regering heeft beschuldigingen geuit van overtredingen van milieuwetten en ten aanzien van de veiligheid. Er liggen hoge boetes voor het illegaal dumpen van afval en de overheid wil nog 1 miljard dollar aan onbetaalde belastingen innen. Op 14 mei 2021 is een speciale wet aangenomen die de overheid het recht geeft de activiteiten voor drie maanden over te nemen bij dergelijke overtredingen. Op 1 juni 2021 heeft eigenaar Centerra voor de activiteiten in Kirgizië bescherming aangevraagd onder de Amerikaanse faillissementswetgeving na de geforceerde nationalisatie van de goudmijn. Op 4 april 2022 werd een overeenkomst bekendgemaakt. Afgesproken is dat Kirgizië het 26% aandelenbelang in Centerra ruilt voor een 100% belang in Koemtor. Verder worden alle juridische procedures gestaakt. De aandeelhouders van Centerra hebben hiermee ingestemd en op 29 juli 2022 is de transactie afgerond.
Vanaf mei 2021 was Tengiz Bolturuk de hoogste bedrijfsleider van de goudmijn. In september 2022 werd hij gearresteerd vanwege financiële malversaties.